# 쇼 자마
 쇼자마는 애니메이션 성전사 단바인에 등장하는 가공의 인물로 그 작품의 주인공이다. 성우는 나카하라 시게루이다.

## 개요
오라 배틀러 단바인의 파일럿. 미 페라리오인 참 화우와 행동을 함께 한다. 동료 파일럿인 마벨 프로즌과는, 서로 좋아하지만, 서로 좀처럼 말을 꺼내지 못한다. 

## 인물
도쿄도 무사시노시 히가시기치조지에 사는 일본인, 18세. 한자 표기는 座間祥 (자마 쇼) ('쇼의 한자명에 대해서'를 참조). 가라데를 배웠다. 
일 밖에 모르며 가족을 돌보지 않고 비서와 애인 관계를 가지는 아버지, 교육 평론가이면서 자신의 아들을 방임해서 이해하려고도 하지 않고 자신의 지위밖에 흥미를 내보이지 않는 어머니 등, 가정 환경은 좋지 않았다. 그 보상인 것처럼 원하는 건 무엇이든지 사 주었던 것인지, 대형 고급 투어러 HENDA 골드윙 아스펜케이드를 애차로 타고 다니고 있다. 
양친에게 대한 반발도 있고 해서, 취미로 모터크로스에 몰두하고 있었다. 장래 희망도 모터크로스 레이서. 그러나 모터크로스 동료와의 교류는 적고, 반대로 금전적으로 부유한 것을 시샘해서 짓궂은 짓을 당하는 일도 많았다. 
모터크로스 서킷에서 돌아오는 길에, 짓궂은 장난을 피하기 위해서 점프했다가, 돌연 오라 로드가 열리고, 바다와 육지 사이에 있는 이세계 바이스톤 웰에 소환되어버린다. 

## 극중에서의 활약
소환 후, 아 나라의 지방영주 드레이크 루프트의 저택 라스 와우에, 함께 소환된 토드 기네스나 토카막 로브스키 등과 함께 성전사로서 맞아져서, 기사 번 바닝스의 지도 아래, 오라 배틀러 단바인의 파일럿이 된다. 그 비행 훈련 중, '적'이라고 들은 기븐 가의 오라 배틀러에게 습격받고 교전, 상대측 성전사이자 같은 지상인인 마벨 프로즌으로부터 '너를 소환한 드레이크 루프트야말로, 바이스톤 웰 제패를 계획하는 악이다'라고 설득을 받는다. 그 시점에서는 거절하나, 조금씩 자신이 위치한 상황을 파악함에 따라, 드디어 그것이 사실인 것을 확신하고, 단바인과 함께 라스 와우를 탈출. 기븐 가의 장남 니 기븐이 지휘하는 오라 쉽 젤러나에 몸을 의지하고, 드레이크의 야망과 대치한다. 쇼와는 달리, 그대로 루프트 가의 봉록을 받는 길을 선택한 토드나, 여러 가지 마찰 끝에, 일방적으로 격렬하게 쇼를 미워하게 된 반 등과는 라이벌 사이가 되고, 몇 번이고 검을 섞는다. 
높은 오라력을 가지고, 초기형 오라 배틀러인 단바인으로 많은 신형을 타파한다. 나중에 나 나라의 여왕 실라 라파나로부터 받은 신형 가변 오라 배틀러 빌바인에 갈아타고, 나 나라∙라우 나라가 힘을 합한 연합군의 에이스로서, 바이스톤 웰과 지상의 평화를 위해 눈부신 활약을 하며 싸워 나갔다. 최종 결전 종료 직전, 쇼에 대한 미움이 끓어 올라, 원념의 화신으로 전락한 흑기사 (번 바닝스)의 혼을 정화하기 위해 백병전으로 최후의 승부를 걸고, 양패구상이 되나, 그 700년 후, 시온 자바로서 전생한다. 따라서, 시온이 몬 서바인은, 실질적으로 쇼가 모는 3번째의 주인공 기체다 (OVA "성전사 단바인 새로운 이야기") 
게임 "성전사 단바인 성전사 전설"에서는, 기븐 가로 전향하지 않고 게임의 주인공이 국왕을 맡는 리 나라의 기사가 되어, 드레이크 측에 계속해서 협력하는 루트가 있다. 또한, 드레이크 측인 채로 주인공에게 증오를 가지고, 가면을 쓰고 수라라고 자칭하며 재등장하는 루트도 있다. 그 경우는, 스토리상에서 흑기사의 역할을 한다. 

## 시온 자바
쇼 자마는, 흑기사와의 싸움으로부터 700년 후, 코몬인 시온 자바로서 전생한다. 그는 사냥꾼으로서 생계를 유지하고 있다가, 미 페라리오인 실키 마우를 붙잡는다. 그리고 여러 가지 일들을 거쳐, 쇼트 웨폰이 만든 오라 배틀러, 서바인을 손에 넣고, 흑기사 라반 자라만드가 모는 오라 배틀러, 즈와우쓰와 싸우게 된다. 실질적으로, 쇼는 다시 번 바닝스와 검을 섞는 셈이 되어버렸다. 
쇼트 웨폰이 700년에 걸쳐 보관하고 있었던 핵미사일이 지상을 향해서 발사되려고 할 때, 시온은 서바인으로 핵미사일을 멈추기 위해서 분전한다. 그리고, 자신의 신체가 완전히 죽고 나서도 여전히 죽는 것이 허락되지 않는 쇼트 웨폰의 혼도 해방시키고, 동시에 흑기사 라반과도 결판을 냈다. 
레믈 질피드와 함께 살아남고, 그 후 상세한 것은 불명 (이라지만, 엔딩에 나타나는 화상으로 누구나 쉽게 추측할 수 있다) 

## 이름에 대해서
방영 당시의 무크 책인 '성전사 단바인 대사전 라포트 디럭스10', '로망 앨범 엑스트라 62 성전사 단바인 도쿠마 쇼텐'에는 쇼의 한자명에 대한 설명이 없고, 불명료했지만, '祥' 혹은 '翔'로 여겨지고 있었다. 
'단바인'을 많이 게재하고 있었던 아니메크 vol29에서는 '座間翔 (자마 쇼)는 니이자 시(新座市) 출신 (?) '이라고 되어 있고, 월간 OUT 83년 2월호에서는 '본명 座間祥 (자마 쇼)'라고 되어 있지만, 실제 극중에 등장하는 본가의 소재지는 니이자 시도 가나가와 현 자마 시도 아니고, 토쿄의 기치조지 (吉祥寺)이다. 
최근에 시판된 '성전사 단바인 노스탤지어', '성전사 단바인 대전'에서도 ' 座間祥 (자마 쇼)'라고 되어있다. 